# Helianthemum aguloi
Helianthemum aguloi är en solvändeväxtart som beskrevs av Marrero Rodr. och R.Mesa. Helianthemum aguloi ingår i släktet solvändor, och familjen solvändeväxter. Inga underarter finns listade i Catalogue of Life.